# Institut des politiques alternatives de Montréal
Pour les articles homonymes, voir IPAM.
L'Institut des politiques alternatives de Montréal (IPAM) est un organisme sans but lucratif qui se donne comme objectifs de participer à la planification urbaine de Montréal, à son développement économique et à la démocratie locale. 
Il a été fondé le 14 octobre 2009 par un groupe d'urbanistes, d'architectes et de designers, sous la direction de Phyllis Lambert.